# Chevrolet Series BA Confederate
La Chevrolet Series BA Confederate (ou Chevrolet Confederate) est un véhicule américain fabriqué par Chevrolet en 1932 pour remplacer la Series AE Independence de 1931. La production a chuté de manière significative, passant de plus de 600 000 voitures à 313 395 au fur et à mesure que la Grande Dépression se poursuivait, mais était encore suffisante pour que Chevrolet conserve la première place dans le tableau des ventes de voitures américaines. Les ventes ont également été affectées par le rival de l'autre ville, Ford, qui a présenté la Ford V8, capable d'atteindre 65 ch.

## Caractéristiques
La Series BA a repris beaucoup de la Series AE et les principales différences externes été l'inclinaison du pare-brise et le retrait de la visière externe au-dessus. De chaque côté du capot, les volets précédents ont été remplacés par des ouvertures d'aération, finies dans un chrome distinctif sur les modèles DeLuxe
Elle est restée propulsée par le moteur à six cylindres "Stovebolt Six" de 3 180 cm3, mais maintenant amélioré avec un carburateur à courant descendant et un taux de compression plus élevé pour produire 60 ch (45 kW). Une transmission synchronisée à trois vitesses été installée et un mode « roue libre » était standard, ce qui a permettait à la voiture de rouler en roue libre lorsque le pied du conducteur été enlevé de l'accélérateur.
Le système électrique était composé de 6 volts à masse négative, de doubles klaxons avant (appelés «Town & Country») et de feux stop et de stationnement côté passager qui pouvaient être ajoutés chez le concessionnaire ou d'usine. Les systèmes de clignotants n'avaient pas encore été mis en place, le générateur utilisait un relais "Cut-out" qui n'utilisait qu'un seul fil pour son système de génération. Les régulateurs de tension n'ont été mis en place qu'en 1935.

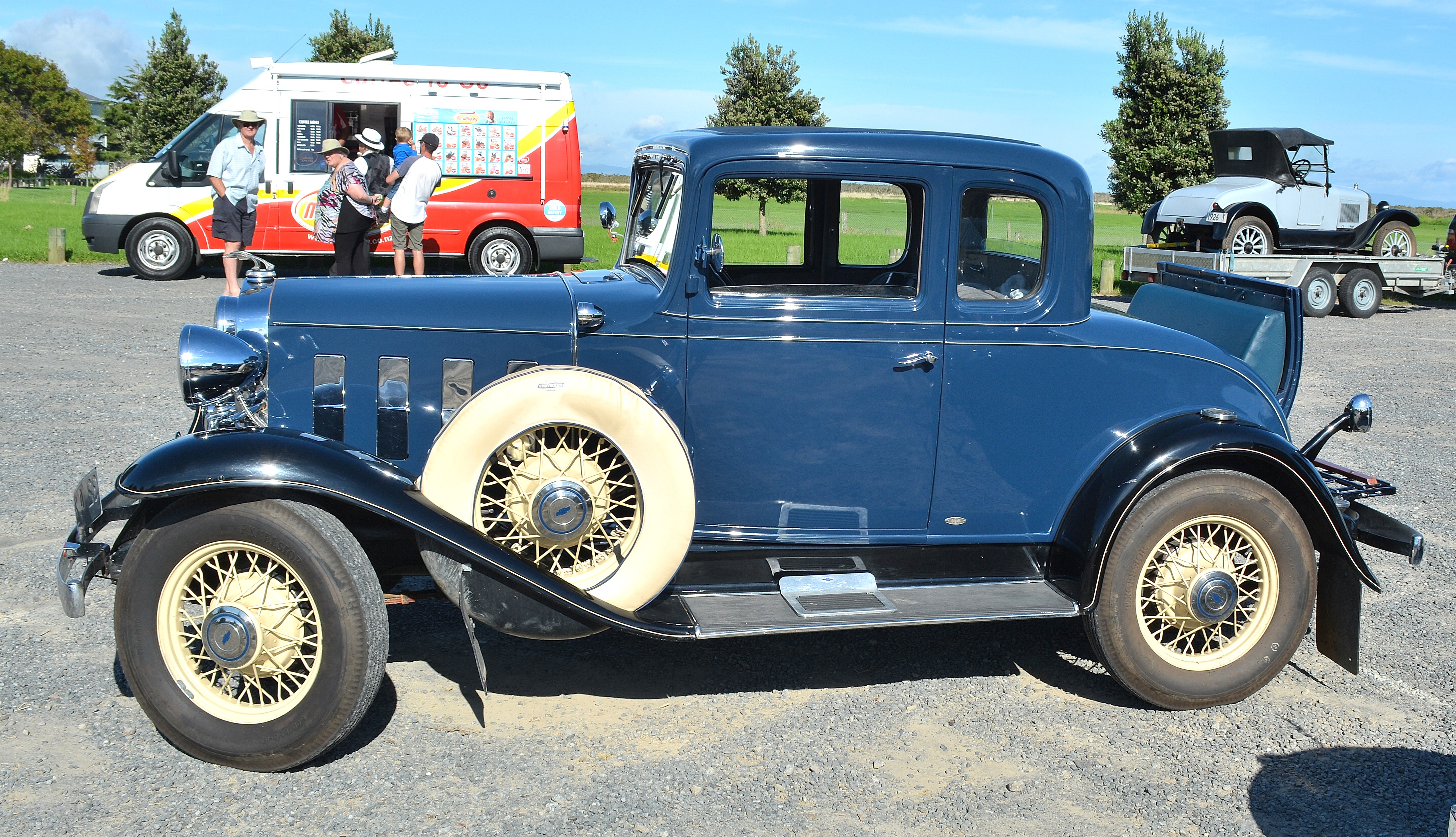
Coupé, avec siège de coffre déployé.
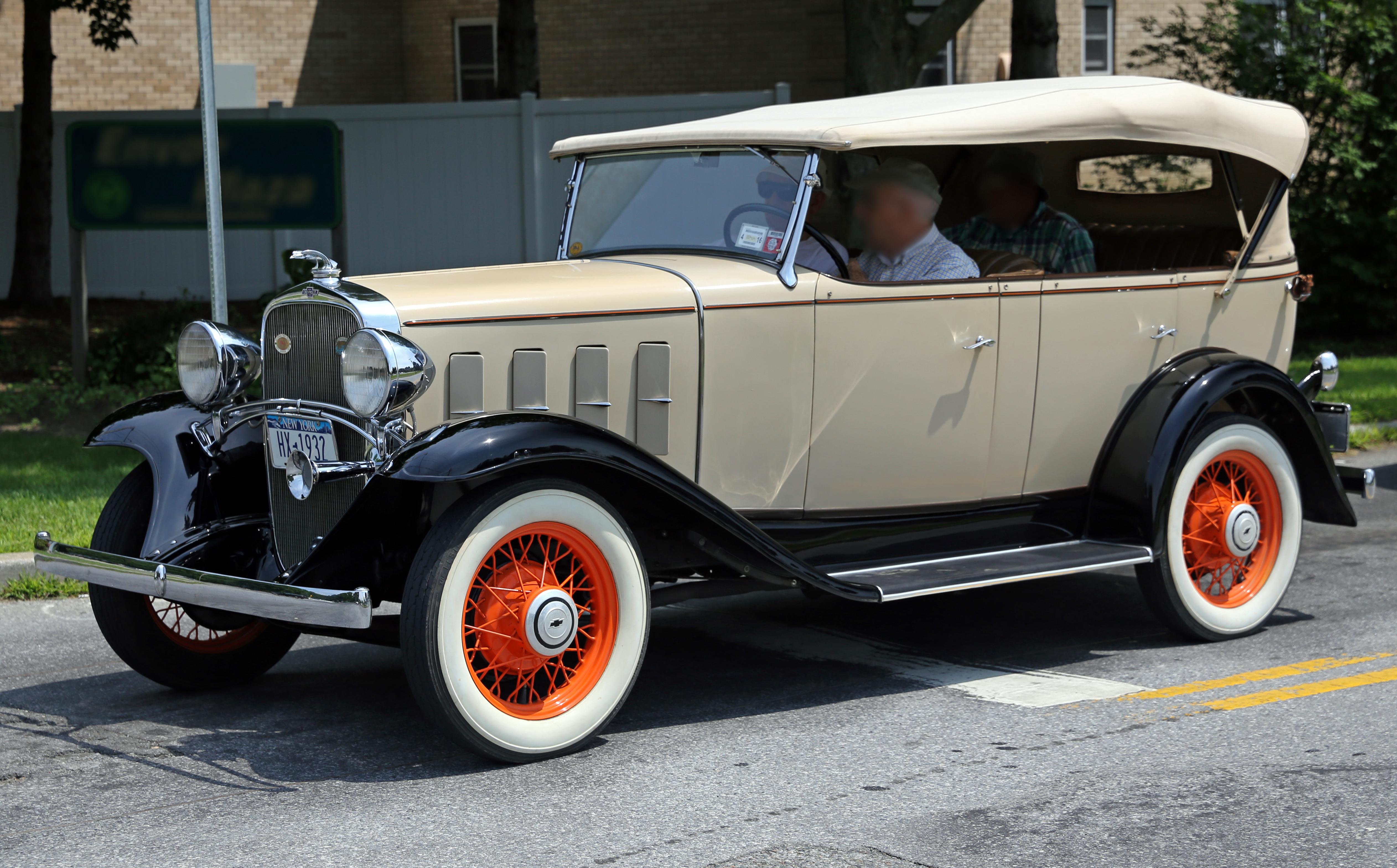
Phaéton standard.
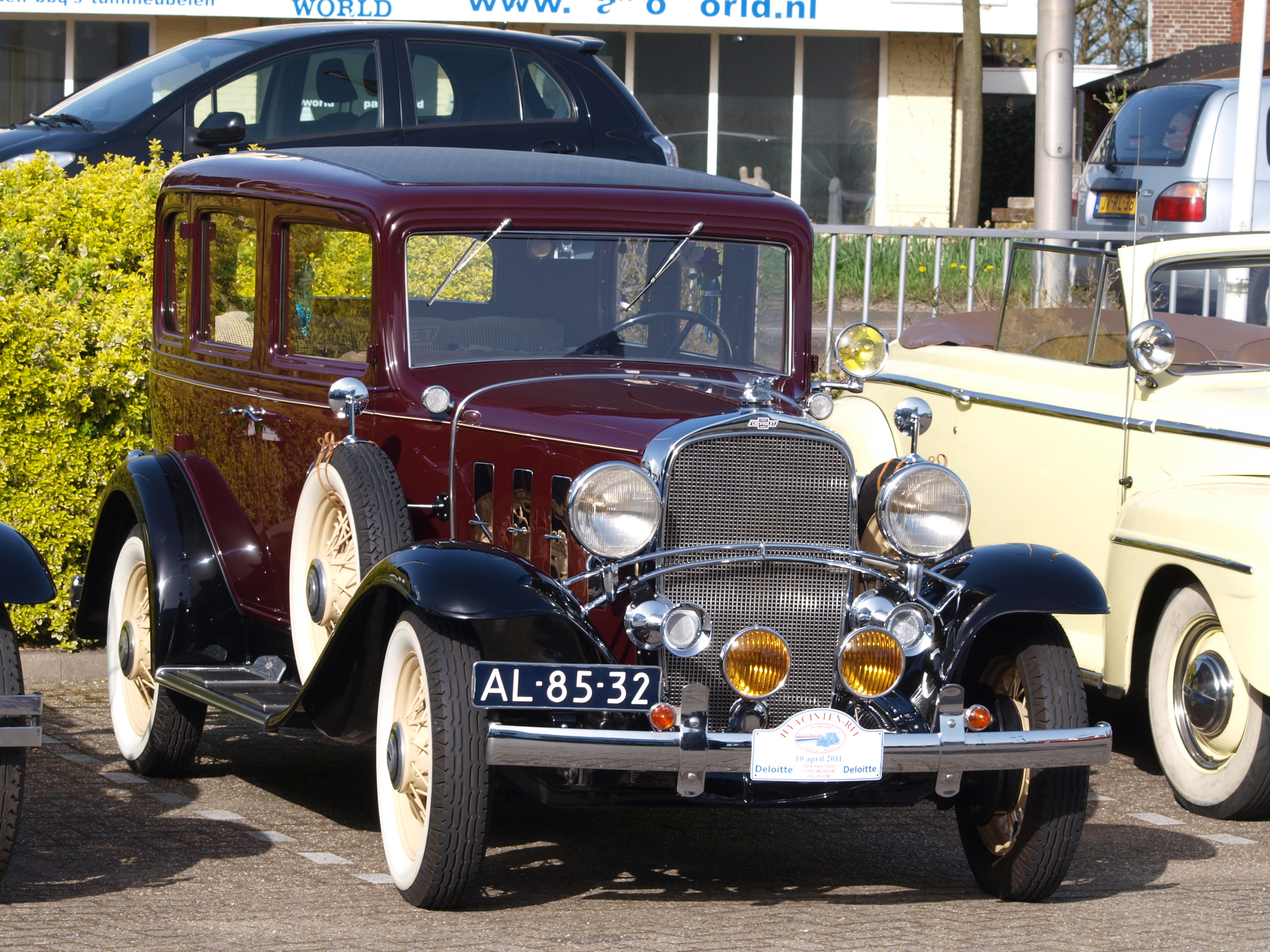
Berline quatre portes.
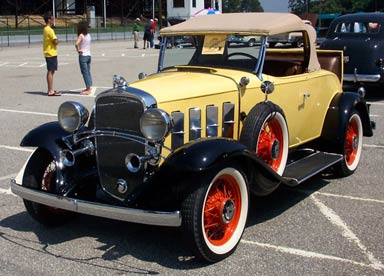
Roadster.